# Censo paraguayo de 1972
El Censo paraguayo del 1972 fue realizado por la Dirección General de Estadísticas, Encuestas y Censos (DGEEC).

## Resultados por departamentos
| Rango | Departamento     | Población |
| ----- | ---------------- | --------- |
| 1     | Asunción         | 388.958   |
| 2     | Central          | 310.390   |
| 3     | Paraguarí        | 211.977   |
| 4     | Caaguazú         | 210.858   |
| 5     | Itapúa           | 201.411   |
| 6     | Cordillera       | 194.218   |
| 7     | San Pedro        | 138.018   |
| 8     | Guairá           | 124.799   |
| 9     | Concepción       | 108.130   |
| 10    | Caazapá          | 103.139   |
| 11    | Alto Paraná      | 88.607    |
| 12    | Ñeembucú         | 73.098    |
| 13    | Misiones         | 69.246    |
| 14    | Amambay          | 65.111    |
| 15    | Presidente Hayes | 38.439    |
| 16    | Boquerón         | 26.190    |
| 17    | Alto Paraguay    | 5.366     |
|       | Paraguay         | 2.357.955 |

## Datos adicionales
- Varones 1.169.111 - 49,6%
- Mujeres 1.188.844 - 50,4%

- Urbana  882.345 - 37,4%
- Rural 1.475.610 - 62,6%

### Ciudades más pobladas
- Asunción 388.959
- Caaguazú 58.716
- Coronel Oviedo 53.777
- Pedro Juan Caballero 48.702
- Encarnación 40.857
- Luque 40.677
- Fernando de la Mora 36.892
- San Lorenzo 36.811
- Lambare 31.732
- Carapeguá 27.181
- Ciudad del Este 26.485

| Predecesor: 1962 | Censo paraguayo 1972 | Sucesor: 1982 |